# Altbauradkriterium

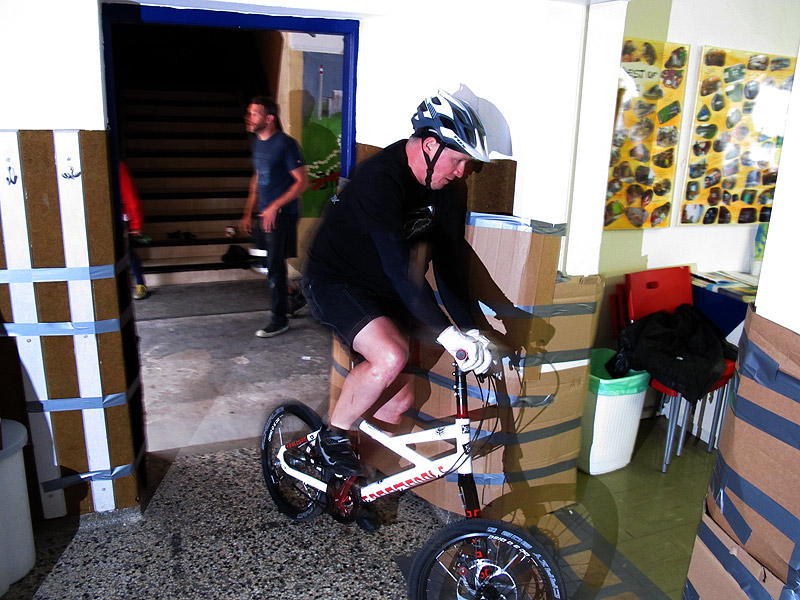
Einer der Teilnehmer beim Altbauradkriterium in Gleisdorf (2013)

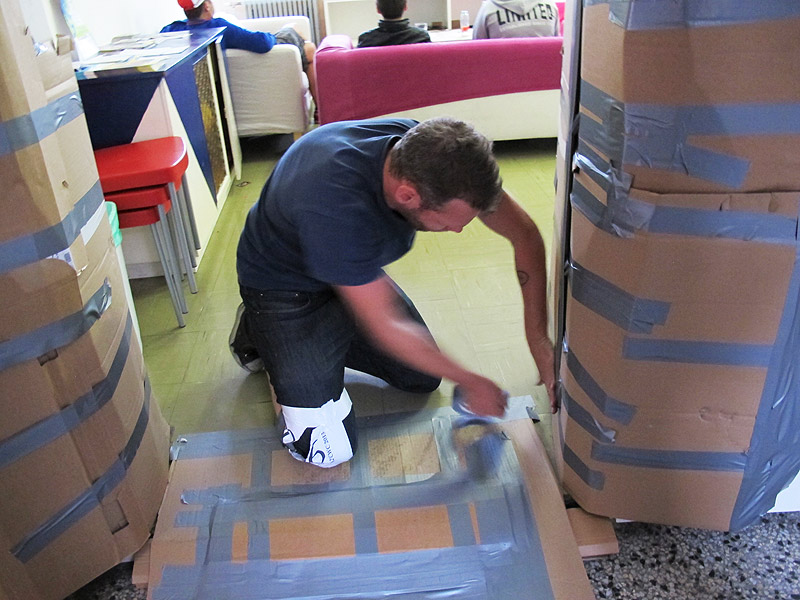
Als Vorbereitung auf ein Rennen werden die Mauerkanten abgeklebt, wie hier in Gleisdorf (2013)

Das Altbauradkriterium (Sprechweise: Altbau·radkriterium), auch verkürzt Altbaukriterium genannt, ist ein alternatives Radrennen, das der Fahrradsubkultur zugerechnet wird.
Entwickelt und eingeführt wurde der Bewerb in Graz, wo die räumliche Aufteilung einer typisch gründerzeitlichen Altbauwohnung einer Wohngemeinschaft in der Muchargasse einen Rundkurs durch eine ganze Wohnung erlaubt. Der Name ist eine Anspielung auf das aus Graz bekannte Altstadtkriterium. Mittlerweile haben Rennen auch in Toronto, London, Wien, Oldenburg, München, Bremen, Berlin, Heerlen und Gleisdorf stattgefunden. Die Teilnehmer fahren unter Spitznamen; es wird eine Weltmeisterschaft ausgetragen.

## Regeln
1. Du sprichst nicht über das Altbaukriterium.
2. Du sprichst nicht über das Altbaukriterium.
3. Nur eine Person pro Rad, nur ein Rad auf der Strecke.
4. Keine Motoren, keine Stützräder.
5. Der Weltverband kann Starter abweisen.
6. Nur geladene Fahrer.
7. 2 Minuten rechts, 2 Minuten links.
8. abstützen/absteigen führt zu 1 Runde, Sturz zu 10 Runden, Abbruch zu 20 Runden Abzug.
9. Keine Einräder, keine Tandems.
10. Kein Training ohne Startnummer.
11. Runde ist komplett wenn das Tretlager die Ziellinie überquert hat.
12. Maximal 3 Fahrer in einem Team.[8]

## Weltmeister Einzel
- 6 × Zorro: 2013, 2014, 2015, 2016, 2017, 2018
- 2 × Wasilis Pedalopolus: 2011, 2012
- 1 × Der Jaritz (Quelle fehlt)

## Weltmeister Team
- 5 × Team Presto 2013, 2014, 2015, 2016, 2018
- 2 × Team Fedece 2017, 2018
- 1 × Team 7 (Quelle fehlt)

## Rennen
Die Idee entstand nach einer Probefahrt, die wegen Schlechtwetters in der Wohnung stattfand.
Der „Altbau 2 Minuten Cycling Worldcup 2011“ beginnt laut Ergebnisliste mit dem 1. Grazer Altbaukriterium „Muchar“ an einem ungenannten Datum.
An den neun Rennen des Jahres 2011, die Mehrheit davon in Graz, kommen jeweils 7 bis 24 (Personen oder Teams) in die Wertung, der Median der Anzahl der Gewerteten beträgt zehn. Im Gesamtklassement WC 2011 werden ebenfalls zehn gelistet.
Beim „1. London Altbaukriterium ‚Housecat‘“ werden erstmals 27 Fahrer/Teams gewertet. In einem besetzten Altersheim.
Das „1. Wiener Altbaukriterium Exhibition ‚RADlager‘“ wird 2013 als 23. gefahren.
Samstag 4. Mai 2013, 16.00 Uhr, Cheers, Josefigasse 22 Graz.
21. Grazer Altbaukriterium „O’ Carolan’s“ ist das erste Rennen im Jahr 2014 und bringt mit 36 einen Teilnehmerrekord (März 2019 noch gültig) der Gewerteten.
Am 10. Juni 2017 fand das 38. Grazer Altbauradkriterium auf der Event-Fläche des Panoramadecks des Einkaufszentrums Citypark in Graz statt.
Am 13. Jänner 2018 fand das 39. Grazer Altbauradkriterium „O‘ Carolan’s 6th Attempt“ im gleichnamigen Pub – unter Tabakrauch – in der Badgasse 2 statt.
Am 23. Februar 2018, 14 Uhr fand das 40. Grazer Altbauradkriterium „Hauptplatz“ in einer Altbauwohnung nächst dem Hauptplatz in Graz statt. Es ist zugleich das 85. Altbaukriterium „Hauptsache Rad“.
Für 2 Rennen aus 2018 werden „K.(eine) A.(angaben)“ über Ergebnisse gemacht, auch fehlt eine Jahreswertung für einen Weltcup 2018.
Samstag, 19. Jänner 2019, 42. Grazer Altbaukriterium „O‘ Carolan’s 7th Attempt“. Zum 7. Mal im Pub in Badgasse 2, benannt nach dem blinden irischen Harfenspieler Turlough O'Carolan (1670 – 1738).
Am Samstag, 13. April 2019 fand das 1. Südtiroler Altbaukriterium „BASIS“ in Schlanders 16.00 Uhr, Training ab 14.00 Uhr, in der alten Drusus-Kaserne statt.
Für Samstag den 4. Mai 2019, während des Lendwirbels, ist das 40. Grazer Altbaukriterium „Cheers 7“ angekündigt.
Am 18. Januar 2025 fand das erste Hochschulkriterium in Erfurt statt. Gleiche Regeln nur diesmal in der Hochschule.